# Stazione di Compiobbi
La stazione di Compiobbi è una stazione ferroviaria della linea lenta Firenze-Roma, situata nell'omonima località, frazione del comune di Fiesole della città metropolitana di Firenze.

## Strutture ed impianti
Dispone di due banchine, e solo i binari 2 e 3 hanno una pensilina. Dispone anche di un sottopassaggio.
Il binario 1 è di interscambio. Sul binario 2 si fermano i treni in direzione Firenze mentre il binario 3 per la direzione di Arezzo e Borgo San Lorenzo. C'è un piccolo scalo merci che non è più in uso. Il fabbricato viaggiatori ha una biglietteria self-service. Fermano solo treni regionali. Dispone di un parcheggio di interscambio.

## Servizi
La stazione dispone di:
- Parcheggio di scambio
- Sottopassaggio
- Servizi igienici